# 万福玛丽亚
《万福玛丽亚》（英語：Maria Full of Grace）是哥伦比亚和美国合作拍摄的一部电影，由乔舒亚·马斯顿编剧并导演。扮演电影主角玛丽亚的演员卡塔利娜·桑迪诺·莫雷诺因此在柏林国际电影节赢得最佳女演员银熊奖，并在第77届奥斯卡金像奖获提名为最佳女主角。

## 内容简介
影片讲述一个名叫玛丽亚·阿尔瓦雷斯（卡塔利娜·桑迪诺·莫雷诺饰演）的17岁哥伦比亚少女走私毒品到美国的经过。她吞下数十个毒品胶囊从波哥大搭乘飞机到纽约市，到达后美国海关怀疑她藏有毒品，遂要求她进行X光检查，但在发现她怀孕后予以放行。在一家宾馆里，毒贩剖开了另一名运毒者露西的腹部，以取得她藏有的毒品。玛丽亚发现后逃离宾馆，前往露西的姐姐家中寄居。